# Micarna
Die Micarna AG mit Hauptsitz in Courtepin ist ein Unternehmen des Schweizer genossenschaftlichen Einzelhandelkonzerns Migros. Sie ist einer der führenden Fleischverarbeiter der Schweiz. Neben dem Handel werden auch Gastronomiebetriebe und Grossverbraucher beliefert. Das Unternehmen beschäftigte im Jahr 2024 rund 2'600 Mitarbeitende und erwirtschaftete 2019 einen Umsatz von etwa 1,8 Milliarden Franken. Micarna gehört zu den 500 grössten Unternehmen in der Schweiz.
Bei Poulet hat Micarna mit 43 Prozent den grössten Marktanteil. Über 31 Millionen Hühner hat das Unternehmen im Jahr 2019 geschlachtet.:S. 49 Die Federn der geschlachteten Hühner werden, wie andere Schlachtnebenprodukte auch, an die Centravo geliefert.

## Geschichte
Ab Juni 1958 betrieb der Migros-Genossenschafts-Bund (MGB) eine Metzgerei in Winterthur, die aber bald nicht mehr mit der ständig wachsenden Nachfrage Schritt halten konnte. Deshalb gründete der MGB noch im selben Jahr die Micarna und nahm den Bau eines Produktionsbetriebs für Frischfleich und Fleischwaren in Courtepin in Angriff. Die damals modernste Fleischwarenfabrik der Schweiz nahm ihren Betrieb am 2. Juni 1960 auf. Mit der Zeit kamen Personalschule, Labors und Schlachtanlagen hinzu. 1966 beschloss die Micarna, den zu klein gewordenen Betrieb in Winterthur aufzugeben und in Bazenheid eine neue, weitaus grössere Produktionsstätte zu errichten. Mit Abschluss der ersten Bauetappe am 4. November 1968 begann die etappenweise Verlegung der Abteilungen. Dieser Vorgang war am 14. August 1969 abgeschlossen. Seit 1993 werden die beiden Standorte einheitlich operativ geführt.
1997 gliederte Micarna die Geflügelveredelung in die Optigal AG aus, 2001 übernahm sie von der Genossenschaft Migros Waadt den Fleischproduktionsbetrieb in Ecublens. 2003 eröffnete sie in Courtepin einen neuen Schlachthof und eine neue Zerlegerei. Im Rahmen einer neuen Expansionsstrategie, die zunächst auf Wachstumsmöglichkeiten innerhalb des Schweizer Marktes beschränkt war, übernahm die Micarna im Jahr 2004 die im Gastronomiebereich tätige Firma Mérat & Cie AG in Bern. 2006 fusionierte Micarna mit der Optigal AG und integrierte sie als Business Unit «Geflügel», 2007 folgte die Integration des Fischgeschäfts des MGB in die Business Unit «Seafood».
Die Natura Bündner Fleischtrocknerei in Tinizong wurde 2009 übernommen, 2010 die Favorit Geflügel AG in Lyss und 2015 die Firma Maurer Speck aus Flüh. 2016 übernahm Micarna die Gabriel Fleury SA in Granges, einen Spezialisten für Walliser Trockenfleisch. 2017 integrierte der MGB den Bereich Produktion und Verarbeitung des zwei Jahre zuvor erworbenen Eier- und Tiefkühlproduzenten Lüchinger + Schmid in die Micarna. Die deutsche Firma Stauss Geflügel GmbH wurde 2018 in Oberschwäbische Geflügel GmbH umbenannt und deren  Gesellschaftssitz von Ertingen nach Betzenweiler verlegt. Im Schlacht- und Verarbeitungsbetrieb in Ertingen wird das Geflügel-Rohmaterial produziert, das anschliessend in Betzenweiler verarbeitet wird. 2019 hat Micarna in der Industriezone von Avenches eine Brüterei eröffnet. Die Eier wurden zuvor in den Micarna-eigenen (siehe dazu vertikale Integration) sogenannten Elterntierparks im Unterwallis befruchtet. Nach dem Schlüpfen in Avenches werden die Eintagsküken auf rund 500 unabhängige Betriebe verteilt, welche bei Micarna unter Vertrag stehen. Um Fischzucht zu betreiben, wurde im Jahr 2020 eine Aquakulturanlage in Birsfelden in Betrieb genommen. Die Migros will die Anlage aber bis November 2024 schliessen.
In Zeiten der administrativen Versorgung verrichteten Insassen der Strafanstalt Bellechasse gemäss dem Schlussbericht der Unabhängigen Expertenkommission bis 1978 Zwangsarbeit bei der Micarna in Courtepin. Das Unternehmen weist die Vorwürfe von sich und vertritt den Standpunkt, man habe nie von sich aus Zwangsarbeiter eingestellt. Vielmehr seien diese stets unter der Auswahl, Leitung und Kontrolle der Strafanstalt in der Produktion beschäftigt gewesen.
Der Standort in Ecublens VD will die Migros im Frühjahr 2025 schliessen. Am 29. Februar 2024, zwei Wochen nach Bekanntgabe der Schliessung, traten die betroffenen Mitarbeitenden in den Streik.
Die 2017 durch die Mérat AG übernommene in der Fischverarbeitung tätige Tipesca SA, mit Sitz in Monteceneri und Standorten in Sigirino und Losone, wurde 2022 in die Mérat AG fusioniert. Bis Ende 2025 soll auch der Standort in Sigirino geschlossen werden.
Micarna ist Mitglied bei der IG Bio und bei der Branchenorganisation Proviande.

### Leitung (Auswahl)
Von 2005 bis 2021 wurde das Unternehmen von Albert Baumann geleitet. Baumann wurde im Januar 2015 bei den SwissAward 2014 als Gewinner der Kategorie Wirtschaft ausgezeichnet. Sein Nachfolger Peter Hinder hat das Unternehmen per Ende April 2024 verlassen. Vorübergehend war Hans-Ruedi Christen Geschäftsführer. Am 1. Juli 2025 übernahm Thomas Garcke die Leitung.

## Micarna-Gruppe
Die Hauptstandorte der Micarna AG sind Courtepin und Bazenheid, die zusammen mehr als zwei Drittel der Belegschaft umfassen. Hinzu kommen weitere Produktionsbetriebe in Avenches, Ecublens VD, Schönbühl und Zürich, mehrere Zuchtbetriebe im Kanton Wallis sowie in Kooperation mit anderen Unternehmen betriebene Schlachthöfe in Bazenheid, Clarens, Estavayer-le-Lac, Gossau und Hinwil.
Ebenfalls zur Micarna-Gruppe gehören folgende Unternehmen:
- Mérat AG in Allschwil, Bazenheid, Bern, Carouge, Landquart, Martigny, Rothenburg und Zürich
- Favorit Geflügel AG in Lyss
- KM Seafood GmbH in Schirgiswalde-Kirschau (Deutschland) (per 30. Juni 2020 wurden die restlichen 25,1 Prozent übernommen[34])
- Lüchinger + Schmid AG in Kloten und Flawil
- Natura Bündner Fleischtrocknerei in Tinizong

Das mit Hühnermist handelnde Walliser Unternehmen Optisol übernahm im Jahr 2007 die Düngermarke Vivasol aus Düdingen und wechselte im Jahr 2021 den Standort von Saillon ins «New Optisol» nach Vétroz. Die Geschäftsanteile an der Oberschwäbischen Geflügel GmbH in Ertingen und Betzenweiler (Deutschland) wurden am 11. Mai 2020 veräussert. Die 2016 übernommene Gabriel Fleury SA mit Standort in Granges wurde 2018 liquidiert. Die 2014 übernommene Rudolf Schär AG mit Standorten in Thal und St. Gallen wurde 2022 liquidiert. Den im Jahr 2015 übernommene Speckhersteller Maurer Speck in Flüh wurde bereits mit dem Einsetzen der Zusammenarbeit 2005 liquidiert.

## Micarna E-Direct
Ende 2017 kündigte Micarna an, im ersten Quartal 2018 die App Micarna E-Direct zu lancieren. Tierproduzenten werden durch die App zu Lieferanten der Micarna (Direktvertrieb), auch Transport und Begleitdokument werden darüber abgewickelt. Dies macht den Handelsverkauf und somit den Viehhandel überflüssig. Seit 2019 wird das Bio Weide-Beef der Migros auch über die App gehandelt, was im Vorfeld zu einer ausserordentlichen Generalversammlung der IG Bio Weide-Beef mit vielen kritischen Stimmen führte. An der Generalversammlung vom 14. März 2019 wurde der Präsident der IG abgewählt, und zwei Drittel des Vorstands traten zurück.

## Kritik
Rund 93 % des Label-Geflügels bei der Migros stammt aus Optigal-Betrieben der Micarna. In der Geflügelproduktion mit einer «besonders tierfreundlichen Stallhaltung» (kurz BTS) verenden immer noch rund 4 % der Tiere während der Mastzeit. Der Beitrag «Der Tod ist Teil des Geschäfts» vom 30. Januar 2018 in der Sendung 10vor10 veranlasste Micarna dazu, eine Beschwerdeschrift beim Ombudsmann der SRG einzureichen. Micarna sieht im Beitrag Verletzungen an den publizistischen Leitlinien des Schweizer Radios und Fernsehen, den Richtlinien des Schweizer Presserats sowie beim Sachgerechtigkeitsprinzip und Unabhängigkeitsprinzip der SRG. Ombudsmann Roger Blum wies die Beschwerde zurück. Seiner Meinung nach seien in der betreffenden Sendung alle wesentlichen Fragen gestellt und behandelt worden. Die verschiedenen Parteien kamen zu Wort, konnten ihre besten Argumente vortragen und auf Kritik reagieren. Dass die Optigal-Werbung der Migros nicht annähernd mit der Realität übereinstimmt, zeigten im Juli 2018 erneut Aufnahmen der Westschweizer Tierrechtsorganisation Pour l’égalité animale (PEA). Daraufhin besuchte auch der Beobachter die Anlage. Nachdem der Kassensturz am 1. Juni 2021 erneut über das Thema berichtete, hat die Migros angekündigt, in Zukunft auf die Bezeichnung «Besonders tierfreundliche Stallhaltung» auf den Verpackungen verzichten zu wollen.
Auch die Schlachtmethode bei den Hühnern per Elektroschock wird kritisiert. Konkurrent Bell nahm bereits 2011 eine Vergasungsanlage in Betrieb, was als tierschonender gilt.
Des Weiteren kritisiert u. a. die Umweltschutzorganisation Greenpeace, dass ein Geflügelschlachthof in Saint-Aubin gebaut werden soll.

## Weitere Unternehmen der Migros Industrie AG
- Elsa Group
- Fresh Food & Beverage Group
- Delica AG
- Mibelle Group